# Allognosta fuscitarsis
Allognosta fuscitarsis is een vliegensoort uit de familie van de Stratiomyidae. De wetenschappelijke naam van de soort is voor het eerst geldig gepubliceerd in 1823 door Say.